# Madness (bài hát của Muse)
"Madness" là một bài hát của ban nhạc rock người Anh Muse, do ca sĩ kiêm nghệ sĩ guitar Matt Bellamy sáng tác và đích thân ban nhạc sản xuất. Đây vừa là ca khúc thứ hai, vừa là đĩa đơn thứ hai trích từ album phòng thu thứ sáu của nhóm mang tên The 2nd Law. "Madness" đã có 19 tuần đứng đầu bảng xếp hạng Alternative Songs của Billboard, qua đó trở thành đĩa đơn trụ hạng quán quân lâu thứ hai trên bảng xếp hạng này. Ngoài ra, bài hát đã giành được một đề cử Grammy cho hạng mục Bài hát rock hay nhất tại lễ trao giải năm 2013.

## Bối cảnh và sáng tác
Theo tạp chí NME, "Madness" chịu ảnh hưởng từ "I Want to Break Free" của Queen, "Faith" của George Michael và một số yếu tố nhạc khí từ bài hit "I Want Your Sex" của George. Trong bản nghe thử album The 2nd Law trên trang web của Pháp Jeuxactu, ca khúc được cho là có nét giống với âm nhạc của Depeche Mode; Jeuxactu miêu tả nó là "bình tĩnh, chậm rãi và ngọt ngào". Matt Bellamy cho biết ca khúc khởi đầu với góc tái nhìn nhận bản thân anh sau một cuộc cãi vã của giọng ca với cô bạn gái Kate Hudson; rồi theo cách nào đó sau khi cô ấy bỏ về nhà mẹ mình, anh bắt đầu nhận ra, "Ừ, liệu cô ấy có đúng không nhỉ?". Trong một buổi phỏng vấn riêng, Bellamy cho biết ban nhạc sáng tác "Madness" nhằm tối giản âm thanh của album, và bài hát có những nốt cơ bản trong 12 nhịp blues với những ảnh hưởng bởi phúc âm, soul và R&B. Anh đi đến kết luận rằng: "Đây có lẽ là ca khúc mà tôi tự hào nhất trong album này."

## Video âm nhạc
Video âm nhạc (MV) chính thức cho bài hát được đăng tải trên kênh YouTube chính thức của ban nhạc vào ngày 5 tháng 12 năm 2012. Sản phẩm chứng kiến lần hợp tác thứ hai giữa ban nhạc và đạo diễn Anthony Mandler, người từng đạo diễn video âm nhạc cho "Neutron Star Collision (Love Is Forever)". Jacquelyn London là người dựng MV, trong khi David Devlin đảm nhiệm vai trò đạo diễn hình ảnh. Bối cảnh ghi hình MV là tuyến đường Red Line, nằm ở nhà ga tàu điện ngầm Union. Hai người mẫu Erin Wasson và Max Silberman đóng vai hai nhân vật chính trong video.

## Phát hành và đón nhận
"Madness" được phát hành dưới định dạng tải nhạc số vào ngày 20 tháng 8 năm 2012, đi kèm là một video ca từ cho bài hát được đăng tải không lâu sau đó. "Madness" được phân vào các thể loại electronic rock, synth-pop, soft rock, và R&B. Tạp chí NME miêu tả bài hát là "lấy tiếng ồn đặc trưng của 'nhạc bass' và dùng nó để tạo ra thể loại nhạc soft rock vừa mượt mà vừa quyến rũ." Bài đánh giá của tạp chí tiếp tục gọi "Madness" là một đĩa đơn xuất sắc, đồng thời cho rằng Muse đã "thuần hóa con cá mập" sau khi Muse tuyên bố rằng họ từng nhảy qua cá mập với "Survival". Trang web Diffuser.fm nhấn mạnh rằng đĩa đơn "nghe không giống như Muse tự vươn mình thành một trong những ban nhạc rock hoành tráng nhất thế giới", nhưng thấy rằng "sự pha trộn âm thanh hiếm thấy lại nghe hay hơn nhiều so với tưởng tượng", qua đó chấm bản nhạc điểm 8/10.
Tạp chí Rolling Stone nhận định rằng ca khúc cho thấy Muse "hoán đổi âm bass hung hăng và khoa trương thành [bản nhạc] mềm mại, tinh tế, như thể Matthew Bellamy cất tiếng hát ngân nga trong một bản nhạc pop nhẹ nhàng theo cách đáng ngạc nhiên." Radio Times miêu tả nhạc phẩm như "phiên bản dưới nước cho 'Faith' của George Michael". Trong một bài nhận xét tiêu cực, cây bút Robert Myers của The Village Voice viết rằng "ban nhạc cuối cùng đã bắt chước U2 thành công, tiệm cận đến Achtung Baby và Zoopora [hai album của U2]". Ông nói thêm rằng Muse "đi đúng hướng nhưng thiếu gốc rễ cảm xúc và tài trí để lĩnh hội bản chất cảm hứng của họ." Rolling Stone đã vinh danh "Madness" là ca khúc hay thứ 37 trong năm 2012. Giọng ca Chris Martin của nhóm Coldplay thì miêu tả đây là "bài hát hay nhất của Muse từ trước đến nay".
Tại lễ trao giải năm 2013, "Madness" đã giành được một đề cử Grammy cho hạng mục bài hát rock xuất sắc nhất, nhưng thất cử trước "Lonely Boy" của The Black Keys.

## Diễn biến thương mại
"Madness" có thành tích thương mại tích cực khi xếp hạng ở một vài quốc gia và nằm trong tốp 10 tại Bỉ (Wallonia), Iceland, Israel, Ý, Nhật Bản, Bồ Đào Nha và Hàn Quốc. Tại Anh Quốc, quê nhà của ban nhạc, ca khúc đạt vị trí thứ 25 trên UK Singles Chart. Tại Hoa Kỳ, ca khúc đứng ở vị trí thứ 45 trên bảng xếp hạng Hot 100 và thứ ba trên Hot Rock Songs. "Madness" đã trụ trong 19 tuần ở vị trí đầu bảng xếp hạng Alternative Songs của Billboard, qua đó trở thành ca khúc trụ ở ngôi quán quân lâu nhất trên bảng xếp hạng, phá kỷ lục 18 tuần liên tiếp mà "The Pretender" của Foo Fighters thiết lập. Kỷ lục trên sau này tiếp tục bị "Feel It Still" của Portugal. The Man xô đổ vào năm 2017, với thành tích 20 tuần ở vị trí đầu bảng. "Madness" lần lượt có được chứng nhận vàng của IFPI tại Thụy Sĩ, chứng nhận bạch kim của MC tại Canada và FIMI tại Ý và hai chứng nhận bạch kim của RIAA tại Hoa Kỳ. 

## Danh sách bài hát
| Tải nhạc số | Tải nhạc số | Tải nhạc số |
| STT         | Nhan đề     | Thời lượng  |
| ----------- | ----------- | ----------- |
| 1.          | "Madness"   | 4:39        |

| Đĩa đơn khuyến mãi tại Anh quốc | Đĩa đơn khuyến mãi tại Anh quốc | Đĩa đơn khuyến mãi tại Anh quốc |
| STT                             | Nhan đề                         | Thời lượng                      |
| ------------------------------- | ------------------------------- | ------------------------------- |
| 1.                              | "Madness" (radio edit)          | 3:34                            |
| 2.                              | "Madness" (bản album)           | 4:39                            |

## Bảng xếp hạng
| Xếp hạng (2012–13)                         | Vị trí cao nhất |
| ------------------------------------------ | --------------- |
| Úc (ARIA)                                  | 82              |
| Áo (Ö3 Austria Top 40)                     | 56              |
| Bỉ (Ultratop 50 Flanders)                  | 41              |
| Bỉ (Ultratop 50 Wallonia)                  | 10              |
| Canada (Canadian Hot 100)                  | 43              |
| Cộng hòa Séc (Rádio Top 100)               | 49              |
| Đan Mạch (Tracklisten)                     | 38              |
| Pháp (SNEP)                                | 14              |
| Đức (GfK)                                  | 67              |
| Iceland (Tónlist)                          | 9               |
| Ireland (IRMA)                             | 74              |
| Israel (Media Forest)                      | 9               |
| Ý (FIMI)                                   | 9               |
| Nhật Bản (Japan Hot 100)                   | 9               |
| Hà Lan (Single Top 100)                    | 43              |
| Scotland (OCC)                             | 27              |
| Hàn Quốc (Gaon International Chart)        | 7               |
| Tây Ban Nha (PROMUSICAE)                   | 30              |
| Thụy Sĩ (Schweizer Hitparade)              | 27              |
| Anh Quốc (OCC)                             | 25              |
| UK Official Streaming Chart Top 100        | 28              |
| Hoa Kỳ Billboard Hot 100                   | 45              |
| Hoa Kỳ Hot Rock Songs (Billboard)          | 3               |
| Hoa Kỳ Rock Airplay (Billboard)            | 1               |
| Hoa Kỳ Adult Alternative Songs (Billboard) | 3               |
| Hoa Kỳ Adult Pop Airplay (Billboard)       | 11              |
| Hoa Kỳ Alternative Songs (Billboard)       | 1               |
| Hoa Kỳ Mainstream Rock (Billboard)         | 34              |
| Hoa Kỳ Pop Airplay (Billboard)             | 23              |
| Venezuela (Record Report)                  | 142             |

| Xếp hạng (2012)                        | Vị trí |
| -------------------------------------- | ------ |
| Bỉ (Ultratop 50 Wallonia)              | 83     |
| US Hot Rock Songs (Billboard)          | 24     |
| US Adult Alternative Songs (Billboard) | 47     |
| US Alternative Songs (Billboard)       | 17     |

| Xếp hạng (2013)                        | Vị trí |
| -------------------------------------- | ------ |
| US Hot Rock Songs (Billboard)          | 20     |
| US Rock Airplay (Billboard)            | 3      |
| US Adult Alternative Songs (Billboard) | 13     |
| US Adult Top 40 (Billboard)            | 33     |
| US Alternative Songs (Billboard)       | 4      |

## Chứng nhận
| Quốc gia                                                                           | Chứng nhận  | Số đơn vị/doanh số chứng nhận |
| ---------------------------------------------------------------------------------- | ----------- | ----------------------------- |
| Canada (Music Canada)                                                              | Bạch kim    | 0*                            |
| Ý (FIMI)                                                                           | Bạch kim    | 30.000*                       |
| Thụy Sĩ (IFPI)                                                                     | Vàng        | 15.000^                       |
| Hoa Kỳ (RIAA)                                                                      | 2× Bạch kim | 2.000.000                     |
| * Chứng nhận dựa theo doanh số tiêu thụ. ^ Chứng nhận dựa theo doanh số nhập hàng. |             |                               |